# 海琪的天空
《海琪的天空》是一個由陳海琪主持的電台節目，現於D100播出。
此節目曾於香港電台及新城電台播出，最後於香港電台播出的時間是2001年9月7日晚上，後來在網上視像直播電台Omlive.cc再次播出，但隨著Omlive.cc倒閉而結束。2011年10月8日晚上於香港數碼電台再次播出。
海琪的天空於2011年10月29日播出特別版萬聖的天空，成為香港數碼廣播首個接聽聽眾電話及提供圖像訊息的節目。
2012年11月1日，香港數碼電台首度停播。海琪的天空及後改於D100網台播出。
2013年3月13日，D100網台指海琪因有「要事在身」，需由顏聯武代播一晚。翌日， D100公布因海琪放假，他們將以顏聯武的節目取代海琪的天空。3月15日, D100創辦人鄭經翰於其節目中指停播海琪的天空主要是因為「海琪與管理層之間有意見分歧」而需要「請她暫時休假」，大班亦於節目中表示可以隨時銷假。雖然海琪於稍後時間回到D100，但D100並沒有海琪的天空復播。
2013年7月中，陳海琪於其節目官方Facebook宣布海琪的天空將會於7月29日起於鳳凰優悅Uradio綜合台以國語復播。

## 外部連結
- DBC 海琪的天空 Facebook專頁
- 海琪的天空 陳海琪個人網站 （页面存档备份，存于）